# Інамбні
Інамбні (Rhynchotinae) — підродина птахів родини тинамових (Tinamidae). Включає 18 видів у 6 родах.

## Поширення
Представники підродини поширені в Центральній та Південній Америці. Мешкають у посушливих луках та відкритих лісах, на відміну від Tinaminae, які живуть у вологих лісах.

## Роди
- Трипалий інамбу (Tinamotis) — 2 види
- Чубатий інамбу (Eudromia) — 2 види
- Інамбу (Rhynchotus) — 2 види
- Гірський інамбу (Nothoprocta) — 6 видів
- Нотура (Nothura) — 5 видів
- Карликовий інамбу (Taoniscus) — 1 вид